# Zas
Zas est une commune de la province de la Corogne en Galice (Espagne). Elle appartient à la commarque Terra de Soneira.

## Vestiges historiques
La commune compte des vestiges mégalithiques, le dolmen Arca da Piosa, et de la culture des castros, le Castro de San Adrián ; au pied du castro se dresse une église baroque. Sur le territoire de la commune se trouve également un pont du Moyen Âge construit sur des bases d'un pont romain et des pazos (maisons seigneuriales typiques des XVIIe et XVIIe siècles en Galice) relativement bien conservés.